# Victoria Prego
Victoria Prego de Oliver y Tolivar, coneguda simplement com a Victoria Prego   (Madrid, 11 de novembre de 1948 - Madrid, 1 de maig de 2024), fou una periodista espanyola. Des de novembre de 2015 fou la presidenta de la Associació de la Premsa de Madrid.

## Biografia
Era filla del periodista i dramaturg Adolfo Prego de Oliver y Domínguez (1913-2000) i germana d'Adolfo Prego de Oliver y Tolivar, magistrat del Tribunal Suprem espanyol. Tenia arrels familiars a la província gallega d'Ourense.
Va estudiar Ciències Polítiques i Periodisme a l'Escola de Periodisme de l'Església. Després d'uns treballs a El Alcázar, Informaciones i l'Agència EFE, el 1974 va ingressar en Televisió Espanyola i va ser assignada a l'àrea d'internacional dels serveis informatius. Durant els anys següents desenvolupà la seva activitat a l'informatiu de La 2 (llavors coneguda com a canal UHF), anomenat Redacción Noche. El 1976 fou nomenada cap de la Secció d'Internacional, i més endavant passà dos anys a Londres com a corresponsal de TVE.
De retorn a Espanya, començà a guanyar popularitat entre 1981 i 1982 quan se li va encarregar que presentés, juntament amb Joaquín Arozamena, la tercera edició del Telediario, que es va decidir anomenar Al cierre. Tots dos van donar forma a una nova concepció dels informatius, combinant un estil més pròxim de transmetre notícies amb un major temps dedicat a l'opinió política.
Entre 1982 i 1987 va presentar el programa cultural El Arte de Vivir que dirigia Miguel Ángel Gozalo. Paral·lelament, el 1983 va estrenar l'espai Españoles, en el qual va tenir ocasió d'entrevistar importants personatges de la vida política, econòmica, social i cultural d'Espanya. En aquesta època començà també a col·laborar amb la revista Interviú.
Més endavant, i fins a 1986, aprofundí la seva experiència periodística a la ràdio, presentant l'informatiu diari Diario hablado de las 14:00 horas a Ràdio Nacional d'Espanya, 
així com l'espai d'anàlisi política El Reloj. El 1987, també a TVE, conduí Debate.
Va ser en aquest moment quan va començar a preparar per a Televisió Espanyola un dels treballs més destacats de la seva carrera: una sèrie de documentals sobre la història recent d'Espanya, al qual es va donar el títol de La Transición, que no s'estrenaria fins a 1995. Per ells va rebre els guardons “Los 16 del Año” (1995), una Antena de Oro (1996), el Víctor de la Serna (1995) o el “Mujer Progresista 1995”.
El 1994 dirigí i presentà el programa de debat Un momento por favor per Telemadrid i Canal Sur.
Un any després col·laborà amb Antena 3, on realitzà una sèrie de documentals coincidint amb el vintè aniversari de la mort de Franco (Así murió Franco) i la pujada al tro de Joan Carles I d'Espanya (El valor de un Rey). A la mateixa cadena, entre els anys 2000 i 2003, intervingué com a analista política i tertuliana al programa informatiu diari El primer café amb Isabel San Sebastián i després amb Carmen Gurruchaga.
El 2000 fou nomenada subdirectora de l'àrea política del diari El Mundo, on escrivia una columna diària. El 2005 va ser nomenada adjunta al director Pedro J. Ramírez, lloc que va abandonar al juny de 2015. Durant el 2015-2016 va mantenir la seva relació amb El Mundo publicant regularment els seus articles digitals d'anàlisi política.
A partir de 2005 va col·laborar amb el programa de Televisió Espanyola Los desayunos de TVE, des de 2006 a Madrid opina (fins 2011) i Alto y Claro de Telemadrid i des de 2009 a La vuelta al mundo, de Veo7.
A la ràdio va treballar a Onda Cero amb La Brújula, entre 2001 i 2002 i més tard ho va fer a COPE. A més, des de març de 2005 fins a gener de 2007, va tenir un blog polític al portal digital d'El Mundo.
Va formar part de la primera junta directiva de l'Acadèmia de les Ciències i les Arts de Televisió.

## Premis
Va obtenir nombrosos premis i reconeixements al llarg de la seva vida professional. En 2016, fou investida com a doctora honoris causa de la Universitat Rey Juan Carlos, a proposta del Departament de Ciències de la Comunicació i Sociologia i rep el Premi Luca de Tena.
En 2018 fou guardonada amb el Premi Nacional de Televisió, que concedeix el Ministeri d'Educació, Cultura i Esport, per la seva trajectòria periodística exercida en tot tipus de mitjans de comunicació.

## Llibres
- Así se hizo la Transición (1995).
- Presidentes (1995).
- Diccionario de la Transición (1999).

## Trajectòria a televisió
- Redacción Noche (1977-1978) a TVE.
- Al cierre (1981-1982) a TVE.
- El Arte de vivir (1982-1987) a TVE.
- Españoles (1983) a TVE.
- Debate (1987) a TVE.
- La Transición (1993) a TVE.
- Un momento por favor (1994) a Telemadrid i Canal Sur.
- El Primer Café (2000-2003) a Antena 3.
- Los desayunos de TVE (2005-) a TVE.
- Madrid opina (2007-) a Telemadrid.
- Veo La Democracia (2009-2010) a Veo7

## Premis
| Any  | Premi                                                                                 | Categoria                                                |
| ---- | ------------------------------------------------------------------------------------- | -------------------------------------------------------- |
| 2018 | Premi Nacional de Televisió                                                           |                                                          |
| 2016 | Premi Luca de Tena                                                                    |                                                          |
| 2012 | Premi Exxpopress Honorífic                                                            | En el 40 aniversari de la seva trajectòria professional. |
| 1999 | Premi del Ministeri de Treball i Assumptes Socials a la No Violència contra les Dones |                                                          |
| 1996 | Antena de Oro                                                                         | Extraordinària                                           |
| 1995 | Premi Víctor de la Serna                                                              | Millor Treball Periodístic per La Transición             |
| 1981 | TP d'Or                                                                               | Millor Presentador per Al cierre                         |